# Affaire Nathaniel Craver
Pour les articles homonymes, voir Skorobogatov.
L'affaire Nathaniel Craver concerne la mort d'un enfant russe adopté par des américains, qui a choqué l'opinion publique russe. 
Nathaniel Craver, né Ivan Skorobogatov (en russe : Иван Скоробогатов) le 4 février 2002 à Troïtsk (oblast de Tcheliabinsk), a été abandonné avec sa sœur jumelle par ses parents, qui n'ont pas été identifiés. Il est adopté par Nanette et Michael Craver. Il meurt le 5 août 2009.
En 2010, le couple Craver est accusé d'avoir maltraité leur enfant et d'avoir causé sa mort. Inculpés pour meurtre, ils sont finalement condamnés pour homicide involontaire à 16 mois de prison[réf. souhaitée].